# Eleccions legislatives iraquianes de 2018
Les eleccions parlamentàries a l'Iraq se celebraren el 12 de maig de 2018. Les eleccions escolliren els 328 membres del Parlament Iraquià que al seu torn elegiren al president iraquià i al primer ministre.

## Antecedents

### Sistema electoral
Els membres del Parlament Iraquià són elegits a través llistes obertes de representació proporcional amb llista de partits, utilitzant les governacions com a circumscripcions. El recompte utilitza el mètode Sainte-Laguë modificat, ja que el mètode anterior discriminava als partits més petits, segons la Cort Suprema Federal d'Iraq. Vuit escons romanen reservats per a minories a nivell nacional: cinc per als cristians i un per als mandans, els yazidis i els xabaks. Al gener, el Tribunal Suprem va dictaminar que la representació de la minoria iazidita s'hauria d'augmentar, encara que no és clar si aquest canvi aplica per a aquestes eleccions.

## Aliances
Un total de 204 partits es van registrar per participar en les eleccions des del 26 de desembre. El termini per registrar coalicions va ser l'11 de gener.
Aquestes eleccions es van caracteritzar per una fragmentació dels diferents grups que des de la caiguda del règim de Sadam Hussein s'havien presentat unides: sunnites, xiites i kurdes.

### Xiites
La Coalició de l'Estat de Dret, que va guanyar les últimes eleccions amb 92 escons, participà en les eleccions en dues coalicions separades:
- El primer ministre Haider al-Abadi va encapçalar la coalició anomenada "Victòria" (enreferència a la victòria sobre Estat Islàmic).
- L'ex vicepresident Nuri al-Maliki, la llista "Estat de Dret".

Per altra banda, es van presentar dues candidatures més amb opcions d'aconseguir el poder:
- Els principals membres de les Hashd al-Shaabi (Forces Populars de Mobilització), principalment milícies xiïtes àrabs que van lluitar al costat de l'exèrcit iraquià per derrotar Estat Islàmic entre 2014 i 2017, van formar una aliança per participar en les eleccions, anomenada Aliança Fatah, que inclou l'Organització Badr, Asa'ib Ahl al-Haq, Kata'ib Hezbollah, Kata'ib al-Imam Ali. L'Organització Badr, encapçalada per Hadi Al-Amiri, formava part de la Coalició de l'Estat de Dret, però va anunciar la seva escissió al desembre de 2017.[10][11] L'Aliança Fatah concorrerà conjuntament amb la llista de Al-Abadi Nasr al-Iraq (Victòria de l'Iraq).[12] Ammar al-Hakim, líder de l'Aliança Ciutadana, la tercera coalició al parlament, va anunciar el juliol de 2017 que deixava el partit islamista xiita Consell Suprem Islàmic de l'Iraq, que havia dirigit des de la mort del seu pare Abdul Aziz al-Hakim, per formar un nou "moviment nacional no islamista" anomenat Moviment Nacional de la Saviesa (al-Hikma). Només 24 dels 29 diputats de l'Aliança Ciutadana, es van unir a Al-Hikma.[13] Els altres 5 membres es van unir a la coalició d'Abadi (Victòria).[5]
- Muqtada al-Sadr va anunciar una llista conjunta amb el Partit Comunista Iraquià, per intentar capitalitzar el vot de les protestes antisistema iniciades el 2015 i que ell va liderar.[5][6]

### Sunnites
Pel que fa als partits àrabs sunnites, la Coalició Unitària per la Reforma (Muttahidoon) liderats per Osama al-Nujaifi, amb 23 escons des del 2014, va anunciar la seva participació en els comicis en la seva totalitat exceptuant el Partit Islàmic Iraquià, liderat pel president del Parlament Salim Jabouri, que va abandonar la coalició per unir-se al partit Al-Wataniya de l'ex primer ministre Ayad Allawi's Al-Wataniya i Salah al-Mutlak's Al-Arabiya, en una llista anomenada Al-Arabiya.

### Kurds
- Pel que fa als partits kurds, Barham Salih, antic primer ministre del Kurdistan iraquià i diputat líder de la Unió Patriòtica del Kurdistan (UPK), va anunciar que abandonava el partit per formar-ne un nou a l'oposició, anomenat Coalició per a la Democràcia i la Justícia. Segons Salih, esperava agrupar tots els altres partits de l'oposició, inclosos Gorran i Komal, per desafiar l'aliança governamental PDK-UPK.[14] Els tres partits van formar una coalició anomenada Nishtiman (Pàtria) per concórrer a les eleccions.[7]
- Finalment, l'aliança PDK-UPK va acordar tornar a configurar-se com una llista única.[15]

### Seculars
Dins dels partits no sectaris, la principal aliança formada va ser l'Aliança Civilitzada, liderada per Faiq Al Sheikh Ali, que tenia 4 escons. L'aliança consistia en quatre partits liberals, no sectaris, nacionals: el Partit Popular per a la Reforma, el Partit Nacional Al-Etifak, el Moviment Civil Nacional i el Moviment Nacional de l'Iraq; així com diverses figures independents. L'Aliança Civil-Demòcrata també es va presentar.

### Assiris
Dels 329 escons al parlament iraquià, 5 estan reservats per a la minoria assíria, un per cada governació: Bagdad, Duhok, Erbil, Kirkuk i Nínive. Al moment de la votació, només uns 200.000 assiris quedaven al país, després de la presència d'Estat Islàmic.